# Le Metteur en scène de mariages
Pour plus de détails, voir Fiche technique et Distribution.
Le Metteur en scènes de mariages (titre original, Il regista di matrimoni) est un film italien de Marco Bellocchio sorti en 2006. Le film est présenté lors du Festival de Cannes 2006 dans la section Un certain regard.

## Synopsis
Fuyant Rome, Franco Elica, un célèbre metteur en scène, se retrouve à Cefalù en Sicile, et rencontre trois personnages : un confrère cinéaste qui vit de ses films de cérémonies de mariages, un réalisateur prétendant être mort afin d'acquérir la reconnaissance qu'il n'a pas eu de son vivant par le milieu du cinéma, et un Prince ombrageux, mystérieux, et cultivé mais ruiné.
Le Prince Ferdinando Gravina di Palagonia lui propose de filmer le mariage de sa fille Bona. Franco en tombe immédiatement amoureux et décide de la sauver de ce mariage de raison.

## Distribution
- Sergio Castellitto : Franco Elica
- Donatella Finocchiaro : Bona Gravina
- Sami Frey : Ferdinando Gravina
- Gianni Cavina : Smamma
- Bruno Cariello : Enzo Baiocco
- Claudia Zanella : Chiara
- Maurizio Donadoni : Micetti
- Simona Nobili : Maddalena
- Silvia Ajelli : Gioia Rottofreno
- Corinne Castelli : Sara
- Carmelo Galati : Luigi
- Giacomo Guernieri : L'époux
- Aurora Peres : L'épouse

## Fiche technique
- Titre : Le Metteur en scène de mariages
- Réalisation : Marco Bellocchio
- Scénario : Marco Bellocchio
- Directeur de la photographie : Pasquale Mari
- Montage : Francesca Calvelli
- Musique : Riccardo Giagni, Mariangela Melato
- Décors : Marco Dentici
- Costumes : Sergio Ballo
- Production : Film Albatros, Rai Cinema, Dania Film, Immagine & Cinema, Celluloïd Dreams, France
- Producteurs : Marco Bellocchio, Edwige Fenech, Sergio Pelone, Luciano Martino, et Massimo Vigliar
- Année de production : 2006
- Pays d'origine :  Italie
- Langue : italien
- Genre : comédie dramatique
- Durée : 100 minutes
- Date de sortie : 
  - Italie : 21 avril 2006
  - France : 20 mai 2006 (Festival de Cannes 2006) ; 22 août 2007 (sortie nationale)

## Accueil de la critique
Pour le critique Jean-Luc Douin, dans Le Monde, Marco Bellocchio « déplore l'évolution sociale et idéologique de son pays » où des cinéastes sont désormais amenés à réaliser des « films d'amateurs, métaphore de la dégradation » et la société italienne à « s'agenouill[er] devant l'autorité de l'Église ». Il précise que ce film est « semé d'élans lyriques, cultive l'irrationnel, voire la provocation » et « dénonce la résignation de ses compatriotes ». À l'inverse Olivier Père, dans Les Inrocks, écarte la dimension politique du film considérant qu'il s'agit avant tout d'une œuvre « farcesque, satirique et parfois grotesque », « d'une comédie empreinte d’humour, de poésie et de désir » sous la forme d'un « film dissonant, aussi bien par son style et sa forme que par sa situation dans l’œuvre de Bellocchio » même si le réalisateur poursuit, à bas bruit, sa lutte contre les « grandes structures aliénantes ». Enfin pour Libération, le film est une « petite broderie à l'italienne [qui] plonge dans l'atmosphère pesante et envoûtante des ombres froides et mystérieuses des villas palladiennes ».

## Prix et distinctions
- Prix David di Donatello 2007 :
  - Nomination au prix David di Donatello du meilleur réalisateur pour Marco Bellocchio
  - Nomination au prix David di Donatello de la meilleure actrice pour Donatella Finocchiaro
  - Nomination au prix David di Donatello du meilleur monteur pour Francesca Calvelli

- Ruban d'argent 2007 :
  - Ruban d'argent du meilleur scénario pour Marco Bellocchio
  - Ruban d'argent du meilleur montage pour Francesca Calvelli
  - nomination au ruban d'argent du meilleur réalisateur pour Marco Bellocchio
  - nomination au ruban d'argent de la meilleure photographie pour Pasquale Mari
  - nomination au ruban d'argent du meilleur décor pour Marco Dentici

- Globe d'or 2006 :
  - Globe d'or du meilleur film pour Marco Bellocchio
  - Globe d'or de la meilleure actrice - révélation pour Donatella Finocchiaro
  - Globe d'or de la meilleure photographie pour Pasquale Mari

- Ciak d'oro 2007
  - Ciak d'oro de la meilleure photographie pour Pasquale Mari